# John Severin
John Powers Severin (/ˈsɛvərɪn/; Jersey City, 26 de desembre de 1921 – Denver, 12 de febrer de 2012) va ser un dibuixant de còmics estatunidenc conegut pel seu treball distintiu amb EC Comics, principalment en els còmics de guerra Two-Fisted Tales i Frontline Combat; per a Marvel Comics, especialment els seus còmics bèlics i de l'oest; i pels seus 45 anys a la revista satírica Cracked. Va ser un dels dibuixants fundadors de Mad el 1952.
Severin va ser inclòs al Saló de la Fama del Premi Will Eisner el 2003.

## Primers anys de vida
John Severin va néixer a Jersey City, Nova Jersey, d'origen noruec i irlandès. Era un adolescent a Bay Ridge, Brooklyn, Nova York, quan va començar a dibuixar professionalment. Mentre assistia a l'escola secundària, va contribuir amb tires còmiques a The Hobo News, rebent el pagament d'un dòlar per tira.
Va assistir a la High School of Music &amp; Art de la ciutat de Nova York, juntament amb els futurs artistes d'EC Comics i Mad Harvey Kurtzman, Will Elder, Al Jaffee i Al Feldstein. Després de graduar-se a l'escola el 1940, va treballar com a aprenent de mecànic i després es va allistar a l'exèrcit, servint al Pacífic durant la Segona Guerra Mundial.

## Carrera

### Primers treballs: 1947–51
En una entrevista de 1980, Severin va recordar els seus inicis com a artista professional:
| « | (anglès) I had decided to exhibit some paintings of mine in a High School of Music and Art exhibition for the alumni. Charlie Stern was in charge of it, so I went to see him at his studio. He was the "Charles" of the Charles William Harvey Studio, the other two being William Elder and Harvey Kurtzman. They asked me if I'd like to rent space with them there. I did, and started working with them. When Charlie left ... I became the third man, but they didn't want to change it to John William Harvey Studio, so they left the name ... Harvey was doing comics, Willie and Charlie were doing advertising stuff, and I just joined in ... [I did] design work, logos for toy boxes, logos for candy boxes, cards to be included in the candy boxes. | (català) Havia decidit exposar alguns quadres meus en una exposició de l'Escola Superior de Música i Art per als antics alumnes. Charlie Stern n'era el responsable, així que vaig anar a veure'l al seu estudi. Era el "Charles" del Charles William Harvey Studio, els altres dos eren William Elder i Harvey Kurtzman. Em van preguntar si m'agradaria llogar espai amb ells allà. Ho vaig fer i vaig començar a treballar amb ells. Quan en Charlie se'n va anar... em vaig convertir en el tercer home, però no volien canviar-lo per John William Harvey Studio, així que van deixar el nom... Harvey estava fent còmics, Willie i Charlie feien publicitat i jo m'hi acabava d'incorporar... [Vaig fer] treballs de disseny, logotips per a caixes de joguines, logotips per a caixes de llaminadures, targetes per incloure-les a les caixes de llaminadures. | » |

Inspirat pels diners ràpids que guanyava Kurtzman entre tasques publicitàries amb una pàgina "Hey Look!" gags per a l'editor Stan Lee a Timely Comics (l'actual Marvel Comics), Severin va elaborar mostres de còmics entintades per Elder. A finals de 1947, va recordar, l'equip d'escriptor-artista-editor de Joe Simon i Jack Kirby a Crestwood Publications "ens va donar la nostra primera feina".
Com que no era una pràctica habitual acreditar els creadors de còmics durant aquesta època, és difícil compilar una llista completa dels seus primers treballs. L'autor i historiador Jim Vadeboncoeur Jr., basat en la descripció de Severin d'"una història de crim sobre un nen i una nena que van matar algú... Crec que era el seu padrastre. Vivien en una granja o als suburbis", creu que aquesta primera història de Severin/Elder va ser la de vuit pàgines "The Clue of the Horoscope" a Headline Comics núm. 32 (amb data de portada de novembre de 1948), de Prize Comics afiliada a Crestwood. La pàgina de referència estàndard Grand Comics Database no té crèdits per a aquesta història, i enumera el primer treball confirmat de Severin en còmics com dues històries publicades el mateix mes: l'aventura de deu pàgines de Boy Commandos "The Triumph of William Tell" a DC Comics ' Boy Commandos núm. 30; i la història de l'oest de vuit pàgines "Grinning Hole in the Wall" a Prize Comics' Prize Comics Western vol. 7, núm. 5 (ambdues de desembre de 1948), en totes dues va fer el dibuix a llapis i el darrer també les va entintar.
Fins al 1955, Severin va dibuixar un gran nombre d'històries per a aquest darrer títol i altres sèries de l'oest de Prize, i com a dibuixant a llapis, va cocrear amb un escriptor desconegut el serial nadiu americà "American Eagle" a Prize Comics Western vol. 9, núm. 6 (gener de 1951), entintat pel seu company de secundària convertit en company professional Will Elder.
Al voltant d'aquesta època, Severin va fer el seu primer treball confirmat per a dues editorials amb les quals estaria associat durant molt de temps, Marvel Comics i EC Comics. Per a la futura Marvel Comics, va escriure la història de còmic romàntic de set pàgines "My Heart Had No Faith" a Actual Romances núm. 1 (octubre de 1949) de Timely Comics.

### EC Comics
Per a EC Comics, va debutar amb "War Story" de set pàgines a Two-Fisted Tales núm. 19 (febrer de 1951), continuant treballant conjuntament amb el seu amic Elder com a entintador, sobretot en històries de ciència-ficció i de guerra. Severin va dibuixar històries tant per a Two-Fisted Tales com per a Frontline Combat. Quan Kurtzman va abandonar els còmics de guerra per dedicar més temps a Mad, Severin es va convertir en l'únic artista de Two-Fisted Tales per quatre números i va escriure algunes històries. També va il·lustrar històries escrites pel seu amic Colin Dawkins i el futur director d'art de Mad John Putnam. Severin i Dawkins van ser els codirectors no acreditats de Two-Fisted Tales núm. 36–39.
Severin i Elder finalment es van dividir com a equip a l'EC. Tots dos estaven en el grup dels cinc artistes originals que van llançar el còmic satíric Mad de l'editor Harvey Kurtzman, juntament amb Kurtzman, Wally Wood i Jack Davis. Severin va aparèixer en nou dels primers deu números de Mad, dibuixant deu peces entre 1952 i 1954. Segons els relats de Severin i Kurtzman, els dos van tenir una baralla per les crítiques d'art que va fer Kurtzman durant aquest període. Va ser Kurtzman qui va suggerir que Severin entintés amb un bolígraf en lloc d'entintar amb pinzell. Encara que Severin finalment va prendre aquest consell en el seu treball posterior, es va molestar amb Kurtzman en aquell moment, per aquest i altres comentaris, i es va negar a treballar més amb ell. Kurtzman insistia a fer els esbossos per a tots els artistes, cosa que a alguns els va molestar, inclòs a Severin.
La seva capacitat per dibuixar persones de diferents nacionalitats de manera convincent era molt admirada pels seus companys, així com el seu ull pels detalls autèntics. A la mort de Severin, l'escriptor Mark Evanier va recordar: "Jack Kirby solia dir que quan havia d'investigar algun vestit històric o arma per a una història, era tan bo fer servir un dibuix de John Severin com trobar una foto de la cosa real, ja no els fan així".

### Marvel Comics i altres editors

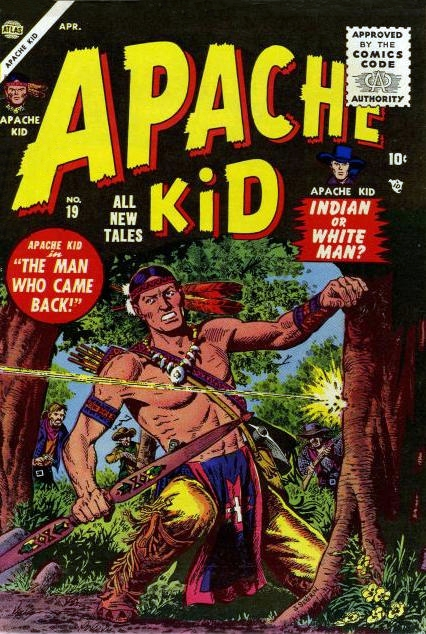
Portada d'Apache Kid de Severin

Després de la cancel·lació de la línia de còmics d'EC arran del Comics Code a mitjans de la dècada de 1950, Severin va començar a treballar per a Atlas Comics, el precursor de la dècada de 1950 de Marvel Comics. Sergeant Barney Barker, dibuixat per Severin, va ser la resposta d'Atles al Sgt. Bilko.:3
Després de la transició d'Atlas per convertir-se en Marvel Comics a la dècada de 1960, Severin va fer un extens treball com a dibuixant, entintador o tots dos en sèries com The Incredible Hulk, Conan the Barbarian i Captain Savage and his Leatherneck Raiders. Herb Trimpe, el principal dibuixant de Hulk durant aquest període que els aficionats i historiadors del còmic anomenen l'Edat de plata dels còmics, va dir el 2009: «Em va emocionar una mica quan John Severin em va escriure, perquè m'agradava el seu treball per a EC Comics, i ell era un dels meus ídols». Com a entintador, Severin va fer equip amb el dibuixant Dick Ayers en una aclamada sèrie de la Segona Guerra Mundial Sgt. Fury and his Howling Commandos, començant pel número 44 (juliol de 1967). A la dècada de 1970, va col·laborar amb la seva germana, l'artista Marie Severin, a la sèrie d'espasa i bruixeria de Marvel, King Kull.
Durant aquest temps va ser, amb diferència, el col·laborador més prolífic de la revista satírica Cracked, dibuixant paròdies de televisió i pel·lícules juntament amb altres serials i la majoria de les portades de la revista. Severin va ser l'artista signatura de Cracked durant gairebé 40 anys.
Per a Warren Publishing a la dècada de 1960, va dibuixar per a les revistes de còmics en blanc i negre Blazing Combat i Creepy. Severin també va contribuir a la línia de cromos de xiclet de Topps. Va ser un dels artistes de la sèrie autopublicada Sojourn de Joe Kubert el 1977. El seu treball de la dècada de 1980 per a Marvel va incloure The 'Nam, What The--?! , i Semper Fi.
Cap a l'any 2000, va recordar l'escriptor Jeff Mariotte l'any 2002, Severin va trucar a Scott Dunbier, editor del grup de l'empremta WildStorm de DC Comics, "i va dir que volia tornar a fer còmics" després de treballar principalment per a Cracked en aquell moment. "Vaig passar per l'oficina d'Scott mentre penjava el telèfon, i va semblar una mica sorprès quan em va dir que John Severin volia fer alguna cosa amb nosaltres. Vaig dir alguna cosa així com: 'Vaja, una història de Desperadoes de Severin seria genial'", referint-se a la minisèrie de l'oest de Mariotte per a DC. "Scott hi va estar d'acord. Havíem d'apressar-nos abans que algú altre l'atraqués, així que vaig anar a casa i vaig elaborar una proposta durant la nit. Li havíem enviat, just després d'aquella primera trucada, còpies dels comic books originals de Desperadoes. Va ser seguit per la proposta, l'endemà li va agradar el que va veure i va voler-hi jugar". Això va fer que Severin dibuixés la minisèrie seqüela Desperadoes: Quiet of The Grave.
Va il·lustrar la controvertida sèrie limitada de Marvel de 2003 The Rawhide Kid, un lleuger western ambientat en un univers paral·lel que va reimaginar l'heroi fora de la llei com un kitsch, si bé encara un formidable pistoler gai. Severin, que havia dibuixat el personatge per a Atlas a la dècada de 1950, va refutar els rumors que no coneixia el tema, i va dir en el moment de l'estrena del número: "El Rawhide Kid és bastant efeminat en aquesta història. Pot ser que sigui un cop per a alguns dels vells fans de Rawhide Kid, però és molt divertit i segueix sent un home dur". També a la dècada de 2000, Severin va contribuir a The Punisher de Marvel; Suicide Squad de DC Comics, American Century, Caper i Bat Lash; i Conan, B.P.R.D. i Witchfinder de Dark Horse Comics.

## Vida personal
Els membres de la família de Severin que treballen en els camps de l'edició i l'entreteniment inclouen la seva germana Marie Severin, una dibuixant de còmics, que va ser la colorista dels còmics d'EC; el seu fill John Severin, Jr., el cap de Bubblehead Publishing; la seva filla, Ruth Larenas, productora d'aquesta empresa; i el seu net, John Severin III, productor musical i enginyer de gravació.
Severin va morir a la seva casa de Denver, Colorado, el 12 de febrer de 2012, als 90 anys. La seva dona de 60 anys, Michelina, li va sobreviure, així com els seus sis fills i la seva germana i també artista de còmics Marie Severin.

## Premis i honors
Severin va rebre un premi Inkpot el 1998 i va ser inclòs al Saló de la Fama dels premis Will Eisner el 2003.
Amb l'escriptor Gary Friedrich i el dibuixant Dick Ayers, la tinta de Severin va contribuir al Sgt. Fury and his Howling Commandos va guanyar el premi Alley al millor títol de guerra de 1967 i 1968.
Va ser un dels guanyadors del premi Sparky 2001 del Cartoon Art Museum.
La seva obra d'art es va exposar tres vegades al Words &amp; Pictures Museum de Northampton, Massachusetts, a l'exposició col·lectiva d'inauguració (9 d'octubre de 1992 - 5 de gener de 1993), a l'exposició col·lectiva "War No More" (18 de maig a agost - 8 d'agost de 1993) i a l'espectacle col·lectiu "Classic Comics: A Selection of Stories from EC Comics" (7 de desembre - 11 de febrer de 1996).
El 2022, Severin va rebre els premis Inkwell Awards Stacey Aragon Special Achievement Award (SASRA) per la seva trajectòria en entintat.